# Jutauyra
Sejemra Jutauy Sebekhotep, o Jutauyra, fue el primer faraón de la dinastía XIII de Egipto, gobernando c. de 1786-1784 a. C.. 
Reinó unos dos años y la capital estaba en El-Lisht. Ryholt cree que Sejemra Jutauy Sebekhotep era hijo del faraón Amenemhat IV. 
El primer faraón de la dinastía está inscrito en el registro VI,5 del Canon Real de Turín, como ...ra Jutauy, con dos años, tres meses y 24 días de reinado. Fue confundido con Sejemra Jutauy Amenemhat Sebekhotep Ugaf (Sebekhotep II), pero varios descubrimientos arqueológicos han comprobado que era un error debido a la similitud de los nombres de trono (Kim Ryholt).
Su nombre de Horus fue Sejem Necheru "El dominio de los dioses"; su nombre de Nebty fue Jabau "el poder se manifiesta", su nombre de Horus de oro fue Merytauy, "El que ama las Dos Tierras"; su nombre de Trono Sejemra Jutauy, "Poderoso Ra, protector de las Dos Tierras".

## Testimonios de su época
Se ha encontrado varios objetos e inscripciones con su nombre:
- en el templo de Montu en Medamud,[1]
- una estela, encontrada en Karnak,
- una estela, en la Baja Nubia,
- una estatua que se encuentra en el museo de Jartum,
- una estatua, que posiblemente representa a Jutauyra, en el Museo Egipcio de El Cairo,
- dintel Deir el-Bahari,[2]
- un escarabeo con su título,
- papiro de Kahun (Museo Petrie UC32166),
- cuenta (Museo Petrie UC13202)

Unas inscripciones de nilómetro, en Semna y Kumma, proporcionan la fecha del 4.º año de su reinado.

## Titulatura
| Titulatura | Jeroglífico | Transliteración (transcripción) - traducción - (referencias) |

| G5 |

| G5 |

| S42 | Z2s | R8 |

| S42 | Z2s | R8 |

| S42 | Z2s | R8 |

| S42 | Z2s | R8 |

| G5 |

| G5 |

| S42 | Z2s | R8 |

| S42 | Z2s | R8 |

| S42 | Z2s | R8 |

| S42 | Z2s | R8 |

| G16 |

| G16 |

| N28 · D36 | G30 |

| N28 · D36 | G30 |

| G16 |

| G16 |

| N28 · D36 | G30 |

| N28 · D36 | G30 |

| G8 |

| G8 |

| M17 | M17 | U7 | N16 · N16 |

| M17 | M17 | U7 | N16 · N16 |

| G8 |

| G8 |

| M17 | M17 | U7 | N16 · N16 |

| M17 | M17 | U7 | N16 · N16 |

| N5 | S42 | D43 | N16 · N16 |

| N5 | S42 | D43 | N16 · N16 |

| N5 | S42 | D43 | N16 · N16 |

| N5 | S42 | D43 | N16 · N16 |

| N5 | S42 | D43 | N16 · N16 |

| N5 | S42 | D43 | N16 · N16 |

| N5 | S42 | D43 | N16 · N16 |

| N5 | S42 | D43 | N16 · N16 |

| N5 | S42 | D43 | N16 · N16 |

| N5 | S42 | D43 | N16 · N16 |

| N5 | S42 | D43 | N16 · N16 |

| N5 | S42 | D43 | N16 · N16 |

| N5 | S42 | D43 | N16 · N16 |

| N5 | S42 | D43 | N16 · N16 |

| N5 | S42 | D43 | N16 · N16 |

| N5 | S42 | D43 | N16 · N16 |

| I4 | R4 · p · t |

| I4 | R4 · p · t |

| I4 | R4 · p · t |

| I4 | R4 · p · t |

| I4 | R4 · p · t |

| I4 | R4 · p · t |

| I4 | R4 · p · t |

| I4 | R4 · p · t |

| I4 | R4 · p · t |

| I4 | R4 · p · t |

| I4 | R4 · p · t |

| I4 | R4 · p · t |

| I4 | R4 · p · t |

| I4 | R4 · p · t |

| I4 | R4 · p · t |

| I4 | R4 · p · t |

| G43 | W11 | F18 · I9 |

| G43 | W11 | F18 · I9 |

| G43 | W11 | F18 · I9 |

| G43 | W11 | F18 · I9 |

| G43 | W11 | F18 · I9 |

| G43 | W11 | F18 · I9 |

| G43 | W11 | F18 · I9 |

| G43 | W11 | F18 · I9 |

| G43 | W11 | F18 · I9 |

| G43 | W11 | F18 · I9 |

| G43 | W11 | F18 · I9 |

| G43 | W11 | F18 · I9 |

| G43 | W11 | F18 · I9 |

| G43 | W11 | F18 · I9 |

| G43 | W11 | F18 · I9 |

| G43 | W11 | F18 · I9 |